# Celtic FC (női csapat)
A Celtic Football Club Women egy skót női labdarúgócsapat, amely a skót női első osztályban szerepel.

## Történelem
2007-ben alakult egyesület, miután átvette az Arsenal North LFC csapatát a Celtic FC. Ekkor hozták létre a klubnál a női szakosztályt és akadémiát. 2008-ban a skót női labdarúgókupában a döntőben hosszabbításban kapott ki 3–1-re a Hibernian Ladies együttesétől. A következő évben a bajnokságban a 2. helyen végeztek, majd 2010-ben megnyerték a skót női labdarúgó-ligakupát.

## Játékoskeret
2023. február 1-től
| #  |     | Poszt | Név               |
| -- | --- | ----- | ----------------- |
| 1  | SCO | K     | Chloe Logan       |
| 17 | MEX | K     | Pamela Tajonar    |
| 52 | SCO | K     | Rachael Johnstone |
|    | SCO | K     | India Marwaha     |
| 3  | IRL | V     | Claire O'Riordan  |
| 6  | SCO | V     | Chloe Craig       |
| 18 | ENG | V     | Caitlin Hayes     |
| 26 | SCO | V     | Paige McAllister  |
| 2  | USA | KP    | Taylor Otto       |
| 4  | SCO | KP    | Lisa Robertson    |
| 5  | SCO | KP    | Natalie Ross      |
| 9  | CHN | KP    | Sen Mengyu        |

| #  |     | Poszt | Név                                            |
| -- | --- | ----- | ---------------------------------------------- |
| 11 | NZL | KP    | Olivia Chance                                  |
| 15 | SCO | KP    | Kelly Clark                                    |
| 22 | ENG | KP    | Lucy Ashworth-Clifford                         |
| 28 | CHN | KP    | Shen Menglu                                    |
|    | SCO | KP    | Maria McAneny                                  |
| 7  | SCO | CS    | Amy Gallacher                                  |
| 8  | AUS | CS    | Jacynta Galabadaarachchi                       |
| 19 | ENG | CS    | Olivia Fergusson                               |
| 20 | SCO | CS    | Abbie Fergusson                                |
| 24 | SCO | CS    | Tegan Bowie                                    |
|    | ENG | CS    | Natasha Flint (kölcsönben a Leicester Citytől) |

#### Kölcsönben
| #  |     | Poszt | Név                                                   |
| -- | --- | ----- | ----------------------------------------------------- |
| 27 | SCO | CS    | Tiree Burchill (kölcsönben a Hamilton Academical-nél) |

## Sikerek
- Scottish Women's Premier League
  - Ezüstérmes (2): 2009, 2010, 2021
- Skót női labdarúgókupa
  - Győztes (1): 2022
  - Döntős (2): 2008
- Skót női labdarúgó-ligakupa
  - Győztes (2): 2010, 2021

## Külső hivatkozások
- Hivatalos honlap
- Soccerway profil